# Interactions
«Interactions» (titulado «Conexiones» en Hispanoamérica y «Interacciones» en España) es el segundo episodio de la serie de televisión animada The Spectacular Spider-Man, basada en el personaje de cómic Spider-Man, creado por Stan Lee y Steve Ditko. En el episodio, Spider-Man se enfrenta al supervillano Electro (al que pone voz Crispin Freeman), cuyo cuerpo se corrompió con electricidad tras un extraño accidente de laboratorio.
Fue escrito por Kevin Hopps, que investigó todos los cómics disponibles que tenía en los que aparecía Electro, y dirigido por Troy Adomotis. El aspecto de Electro en el episodio se inspira en su estilo tradicional de los cómics, aunque el diseñador Victor Cook acentuó el color verde y eliminó la habitual máscara en forma de estrella del personaje. Su actor de doblaje, Crispin Freeman, trató de reflejar en su estilo vocal el deterioro de la cordura del personaje.
«Interactions» se emitió por primera vez el 3 de marzo de 2008 en el bloque Kids' WB de la cadena The CW, tras el primer episodio. Su índice de audiencia Nielsen de 1,4/4 fue superior al del piloto, «Survival of the Fittest». El episodio recibió críticas mixtas, con IGN comentando que «[w]hile no tan fuerte como el piloto, el episodio tuvo algunos momentos notables».

## Trama
El episodio comienza en el laboratorio del Dr. Connors, donde éste muestra a sus internos Peter, Gwen y Eddie una nueva fuente potencial de energía limpia: las anguilas modificadas genéticamente. Después de que Gwen y Peter se marchen, el colega de Connors, Max Dillon, intenta mejorar los filtros eléctricos del laboratorio, pero cae en el tanque y es enviado al hospital. Allí se descubre que emite fuertes campos eléctricos y es puesto en cuarentena. Max se enfada aún más cuando un médico le explica que, aunque está estable, debe llevar un traje especial para contener esta bioelectricidad emitida.
Peter, mientras tanto, es asignado como tutor de una chica popular llamada Liz Allan. Intenta enseñarle ciencias en una cafetería cuando Max, enfadado, entra y provoca un cortocircuito accidental. Max se marcha; Peter, creyéndole peligroso, le persigue como Spider-Man. Peter consigue fotografiar a Max y quitarle la máscara; Max, enfurecido, ataca, pero huye mientras Peter se distrae con una llamada de la tía May.
Al día siguiente, Peter descubre que sus fotografías no se han revelado correctamente, pero aún así es capaz de identificar al hombre con el que luchó como Max. Se reúne con el Dr. Connors, Eddie y Gwen para buscar una forma de contener a Max, que mientras tanto ha sido atacado por la policía y ha decidido buscar ayuda en el laboratorio. A su llegada, sin embargo, Max se vuelve agresivo y amenaza a la esposa de Connors, Martha. Eddie lo distrae el tiempo suficiente para que Peter lleve a las chicas a un lugar seguro y regrese como Spider-Man: Max, declarándose «Electro», comienza a luchar con Spider-Man. La batalla lleva a la pareja fuera del laboratorio, bajo la lluvia, donde Spider-Man localiza una torre de radio junto a una piscina: golpea a Electro y lo tira al agua, provocándole un cortocircuito que lo deja inconsciente.
Al día siguiente, en el colegio, Peter habla con Liz en el pasillo; ella está elogiando su tutoría cuando se acercan los alumnos populares, lo que hace que cambie de actitud, se comporte de forma grosera y se marche. En el laboratorio, el Dr. Connors recoge un vial de ADN de lagarto que Electro había electrificado y se marcha con su mujer.

## Producción

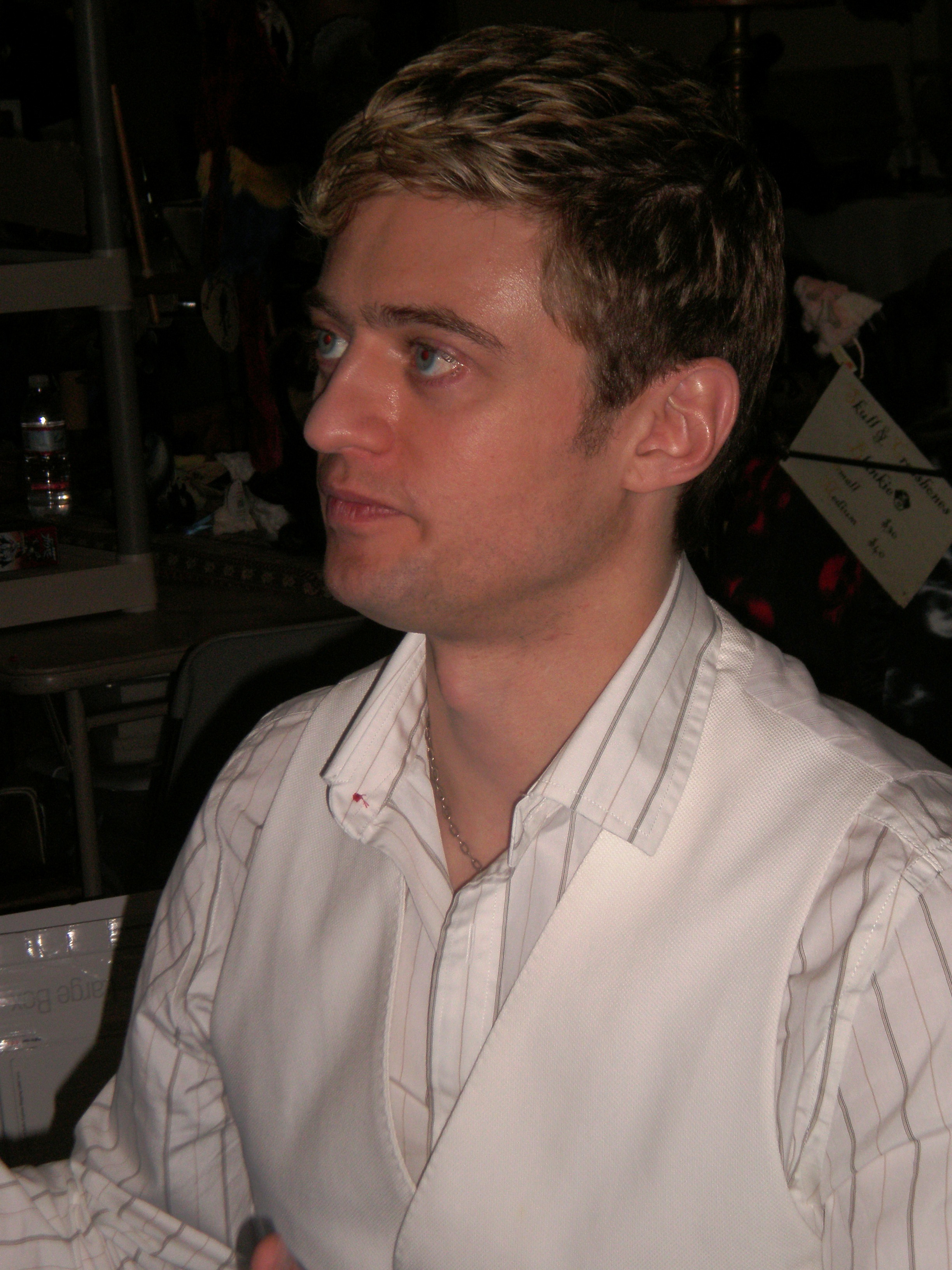
Crispin Freeman, que puso voz a Electro, intentó reflejar en su estilo vocal el deterioro de la cordura del personaje.

«Interactions» fue escrita por Kevin Hopps y dirigida por Troy Adomitis. Hopps, que ya había escrito para series de animación como Buzz Lightyear of Star Command, Liga de la justicia y Pato Darkwing, se documentó para el episodio releyendo todos los cómics disponibles en los que aparecía Electro. Hopps señala que le «gusta la humanidad» de Electro: «Aquí tenemos a una persona que no pidió ser villano, pero que se vio abocado a ese papel».
En un principio, la escena de la torre de radio requería que Electro trepara hasta lo más alto de la estructura, un concepto que el equipo consideró «torpe» durante el proceso de guion gráfico y dirección. Victor Cook, productor y desarrollador de The Spectacular Spider-Man, comentó: «¿Va a escalar toda la torre? Parece un poco raro». Antes del estreno, la escena se modificó para que Electro se propulsara gradualmente por la torre con varias descargas eléctricas.
Cook mantuvo la «silueta clásica» del traje de Electro de los cómics originales, pero eliminó su máscara en forma de estrella. Cook hizo del verde el color clave en el diseño de Electro, señalando que «en la década de 1960 parece que la mayoría de la galería de pícaros de Spider-man tenía el verde como parte de sus trajes». En el esquema de colores más amplio de Cook para los dibujos animados, el verde se utiliza para simbolizar situaciones negativas en la vida de Peter, mientras que los escenarios y sucesos positivos, como la clase de biología de Peter, presentan otros colores clave como el amarillo.
La voz de Electro la puso Crispin Freeman, que trató de reflejar en su estilo vocal el declive psicológico provocado por los nuevos poderes del personaje: «Nunca se me había ocurrido cómo afectaría eso a su carácter: enfrentarse a esa maldición y bendición. Y si lo piensas, ése es también el problema central de Peter Parker».
El título del episodio, «Interactions», amplía el tema de la serie «La educación de Peter Parker» elegido por el desarrollador Greg Weisman. Todos los episodios de la primera temporada tenían nombres basados en las ciencias biológicas. El episodio se emitió originalmente el 8 de marzo de 2008, en el bloque Kids' WB de The CW Network, tras el piloto de la serie, «Survival of the Fittest». Disney XD emitió el episodio el 23 de marzo de 2009, entre «Survival of the Fittest» y «Selección natural», con una calificación TV-Y7-FV.

## Recepción
«Interactions» obtuvo una audiencia Nielsen de 1,4/4, que se considera alta para la televisión estadounidense y fue la audiencia más alta de la cadena en 2007-08 para la franja horaria de las 10:30 a.m. Superó la audiencia del episodio anterior de 1,2/3 (la más alta para la franja horaria de las 10:00 a.m. en la misma temporada). Superó la audiencia del episodio anterior de 1,2/3 (la más alta para la franja horaria de las 10:00 a.m. para la misma temporada) y representó un aumento del 75% en la cuota de espectadores de 2 a 11 años y un aumento del 200% en espectadores de 2 a 5. «Interacciones» obtuvo la calificación más alta de la temporada para niños y chicos de 9 a 14 años.
El episodio recibió críticas mixtas de los críticos de televisión. Eric Goldman de IGN opinó que el episodio «no fue tan fuerte como el piloto» y lo calificó con un 7,4 («Decente»). Goldman escribió que el traje rediseñado de Electro conservaba «algunos agradables guiños visuales al Electro con el que muchos crecimos». La caracterización de Liz Allan, sin embargo, le pareció confusa, con el acento y el trasfondo del personaje poco claros, y la escena en la que Peter luchaba contra Electro mientras realizaba una llamada telefónica con la tía May «un poco demasiado»: «Vamos, ¿la tía May no está flipando al oír [eso]?». No obstante, Goldman alabó las escenas humorísticas del episodio y la introducción de los experimentos de regeneración de miembros del Dr. Conner.
Rob M. Worley, de la web de entretenimiento Mania, dijo que Freeman «se carga» la serie con su papel, escribiendo que «se aleja de su estatus de luminaria en el mundo de los doblajes de anime y videojuegos». El crítico de Ultimate Disney Luke Bonanno no incluyó el episodio entre sus cinco mejores episodios de la primera temporada de The Spectacular Spider-Man, pero «se siente[n] obligado[s] a señalar que la excelencia uniforme del lote [hace] que esta sea una tarea difícil». El crítico de DVD Talk Todd Douglass Jr. describió el diseño de Electro como «[incorporando] algunos bordes afilados y juegos dinámicos» a un personaje «antiguo».